# شلوشبيرغ
شلوشبيرغ (بالإنجليزية: Schluchberg)‏ هو أحد جبال سلسلة جبال الألب أوري ويقع في كانتون نيدفالدن/كانتون أوبفالدن في سويسرا. يحتل المرتبة رقم 367 في قائمة جبال سويسرا من حيث الارتفاع، إذ يبلغ ارتفاعه حوالي 2106 متر، بينما يبلغ ارتفاع نتوء الجبل 364 متر.